# نيكولاس دي كروستا
نيكولاس دي كروستا (بالألمانية:  Nicolas de Crosta) (ولد في 1900 في بوتسدام – ومات في 1972 في برلين) واسمه الأصلي تراوجوت فون شليبن هو كاتب ألماني. أشهر أعماله رواية «حتى ينطفئ كل البريق» Bis aller Glanz erlosch، والتي نشرت لأول مرة مسلسلة في المجلة المصورة «ريفو» Revue.
- من أعماله: حتى ينطفئ كل البريق 1979 – السنوات الذهبية 1961.